# Сіоністський окупаційний уряд

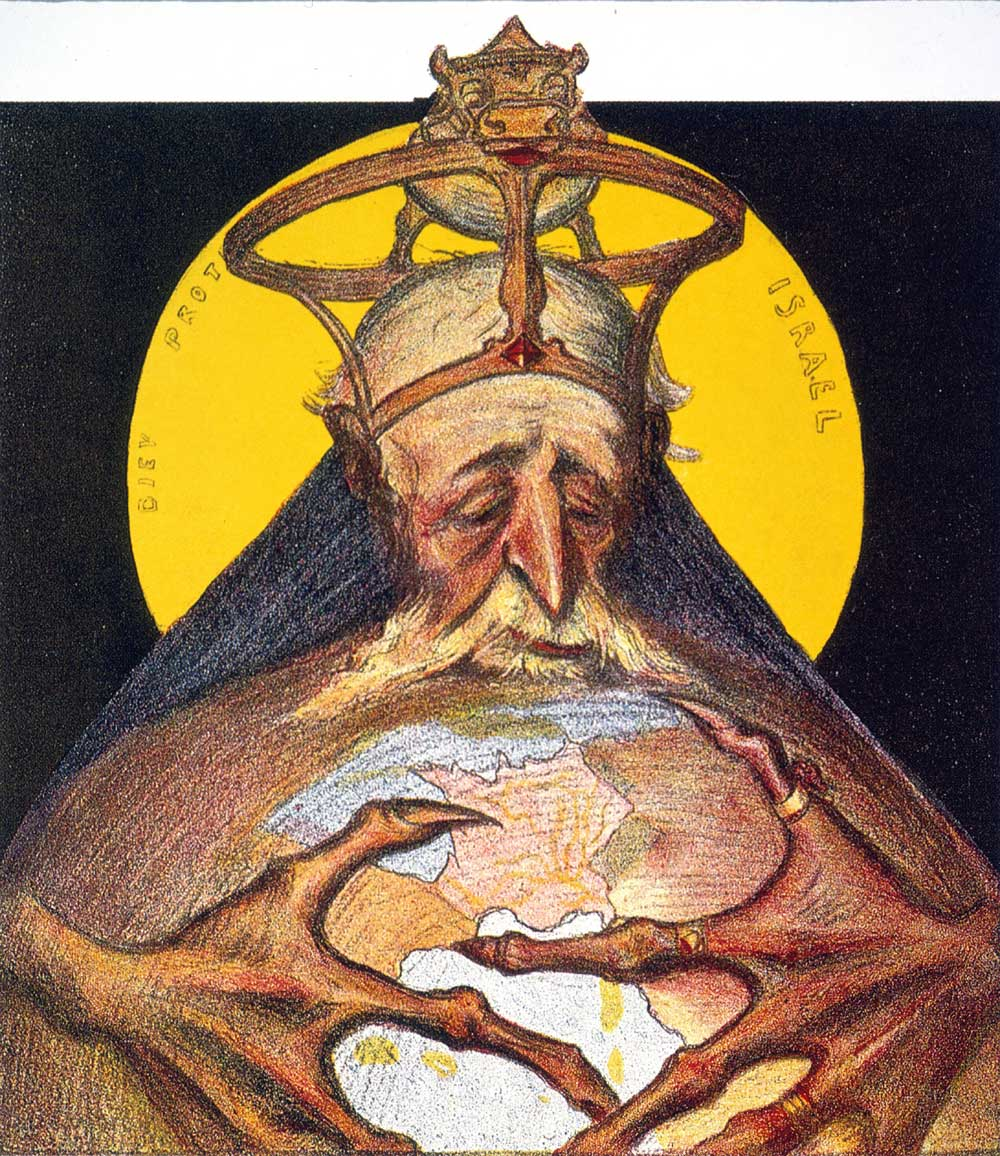
«Ротшильд» — карикатура, що зображує «контроль євреїв над світом» (Франція, 1898)

Сіоністський окупаційний уряд, ZOG (акронім англ. Zionist Occupation Government) — антисемітська теорія змови, відповідно до якої євреї керують країною, в той час як офіційний уряд є маріонетковим . ZOG — поширений інтернет-мем, пародіює теорії змови про євреїв і таємні організації.
Іноді вживається термін JOG (акронім від англ. Jewish Occupation Government) — Єврейський Окупаційний Уряд.
Вперше термін був помічений в статті «Ласкаво просимо в ZOG-світ» (1976) американського публіциста Еріка Томсона.
Зазвичай цей термін використовують ті, хто вважає, що на політику уряду їх (або не тільки їх) країни сильно впливають євреї-сіоністи, наприклад термін використовується Девідом Лейном у одній з його книг — «Білі повстанці скелястих гір» (2008) — як означення сіоністської антиамериканської влади США, а також антибілої влади світу.